# تروند بيرغ إريكسن
تروند بيرغ إريكسن (بالنرويجية البوكمول: Trond Berg Eriksen)‏ هو مؤرخ وبروفيسور نرويجي، ولد في 3 أكتوبر 1945 في أوفرئ إيكر في النرويج.

## وصلات خارجية
- تروند بيرغ إريكسن على موقع IMDb (الإنجليزية)